# サルヴァトーレ・ヴィガーノ

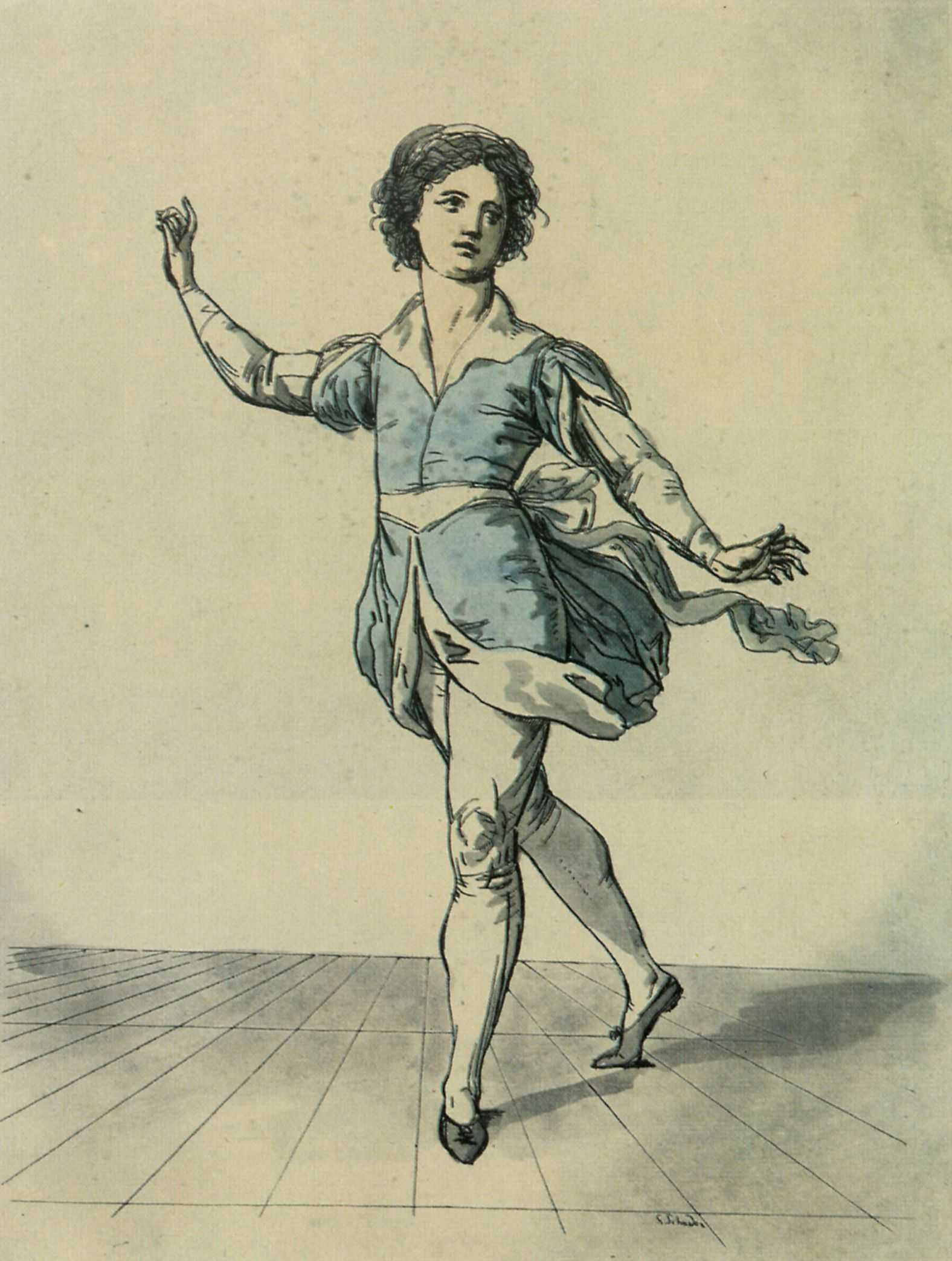
サルヴァトーレ・ヴィガーノ（1797年頃）

サルヴァトーレ・ヴィガーノ（Salvatore Viganò、1769年3月25日- 1821年8月10日）は、イタリアのバレエダンサー、振付家、バレエ指導者、作曲家である。舞踊一家に生まれ、ローマで舞台デビューした後にマドリード、ヴェネツィア、ウィーンなどヨーロッパ各地で踊った。1791年からバレエ作品の振付を手がけ始め、1801年にはウィーンで『プロメテウスの創造物』（ルートヴィヒ・ヴァン・ベートーヴェン作曲）の振付を担当した。類型に陥らない豊かなダンサーの表現力と、群舞の展開及び舞台上の構図を重視した近代的舞踊理論の先駆者として名を残している。

## 生涯
ナポリ出身。舞踊一家の生まれで、父オノラート・ヴィガーノは振付家、母マリア・ボッケリーニはバレエダンサーであった。叔父（母の弟）にあたる作曲家ルイジ・ボッケリーニに、作曲の手ほどきを受けた。
1783年にローマの劇場で舞台デビューしたが、そのときは女性役（トラヴェスティ）としての出演であった。その後ジャン・ドーベルヴァルに師事し、1788年にヴェネツィアの舞台で踊った後、1789年にスペインのカルロス4世の戴冠記念式典で踊りを披露した。同年、スペイン人ダンサーのマリア・メディナと結婚して2人でヴェネツィア、ウィーン、パリ、プラハ、ドレスデン、ベルリン、ハンブルクなどのヨーロッパ各地を巡演した。メディナは美貌に恵まれた魅力的な踊り手で、舞踊技巧と表現力の双方に優れていた。ヴィガーノとメディナの舞台はウィーンなどで熱狂的な支持を持って迎えられたが、2人は10年後に離婚することになった。
ヴィガーノが振付を手がけ始めたのは、1791年のことであった。この年にヴィガーノはヴェネツィアで『クレクィの殿様ラウール』を自らの作曲によって振り付けた。彼はこの作品だけでなく、その後もしばしば作曲を手がけていた。1799年から1803年にかけてウィーンで働いた後に、イタリアへ戻って、ミラノでウィリアム・シェイクスピアの悲劇『コリオレイナス』をバレエ化した。ウィーン滞在中の1801年に『プロメテウスの創造物』（ベートーヴェン作曲）の振付を手がけ、自らも出演した。この作品は人類の生みの親としてのプロメテウスを題材にした作品であったが、「おざなりの成功」しか収めなかったという。
1811年（一説には1813年）から1821年に死を迎えるまで、ヴィガーノはミラノ・スカラ座でバレエ・マスターを務めた。ヴィガーノの作品中で重要な位置を占めるものは、すべてミラノ・スカラ座で作られた。1804年の『カール・マルツィオ・コリオラーノ』（『コリオレイナス』のバレエ化作品）を始め、『ミュラ・オ・シャ、ヴィーナスの復讐』（1817年）、『オテロ』（1818年）などを振り付けた。『巨人族』（1819年）は、ヴィガーノの作品としては「最後の傑作」となった。1821年に最後の振付作品となる『ディド』にとりかかったが、過労のために風邪をこじらせてミラノで死去した。

## 評価
ヴィガーノの功績で重要なものは、パントマイムをバレエに取り入れてその表現を巧みに舞踊の一部として融合させる手法であった。ヴィガーノはかつて絵画を学んだ経験があったため、自らの振付によって現れる舞台上の構図にも特に意を用いた。彼は踊り手1人ずつの舞踊の流れよりも、各人のヴァリアシオンやパ・ド・ドゥなどを挟んで展開される大集団によるアンサンブルを好んでいた。ヴィガーノについてフランスのバレエ歴史家フェルディナンド・レイナは、「そしてついにコール・ド・バレエは真の重要性を備えるようになった。これにはノヴェールも満足したことであろう」と評価を与えている。
スタンダールはヴィガーノの作品を高く評価し、『巫女』（1818年）では「舞踊のシェイクスピア」との称賛を与えた。称賛の一方で同時代の新聞評では「なぜ彼の作品には舞踊の部分がこうまでも少ないのか」と評され、「彼のバレエ団に、すぐれたクラシカル・バレエの踊り手が少ないのは何故なのか」とも書かれている。作品に多数の衣装を使ったことでも知られ、1作品で1,085点もの衣装を使ったことさえあったといわれる。

## 主な作品
| 年   | 作品名                                                                                       | 上演地       | 備考                                                     |
| ---- | -------------------------------------------------------------------------------------------- | ------------ | -------------------------------------------------------- |
| 1783 | La vedova scoperta                                                                           | ローマ       | ヴィガーノ自身の作曲によるオペラ                         |
| 1791 | クレクィの殿様ラウール（Raoul de Créqui）                                                    | ヴェネツィア | ヴィガーノ自身の作曲による                               |
| 1792 | ラ・フィユ・マル・ガルデ（La Fille mal gardée）                                              | ヴェネツィア | ジャン・ドーベルヴァルに基づく                           |
| 1793 | 空気の娘、あるいはセミラミスの上昇（Die Tochter der Luft, oder: Die Erhöhung der Semiramis） | ウィーン     |                                                          |
| 1795 | イギリス王、獅子心リチャード（Richard Löwenherz, König von England）                         | ウィーン     | ヨーゼフ・ヴァイグル作曲                                 |
| 1795 | Das gefundene Veilchen                                                                       | ウィーン     |                                                          |
| 1799 | サレルノの公爵夫人クロティルデ（Clothilde, Herzogin von Salerno）                            | ウィーン     | カルロ・ゴッツィに基づく                                 |
| 1801 | プロメテウスの創造物（Die Geschöpfe des Prometheus）                                         | ウィーン     | ルートヴィヒ・ヴァン・ベートーヴェン作曲                 |
| 1803 | イストモス大競技祭（I giuochi istmici）                                                      | ウィーン     | ヨーゼフ・ヴァイグル作曲                                 |
| 1804 | カール・マルツィオ・コリオラーノ（Cajo Marzio Coriolano）                                    | ミラノ       | ヨーゼフ・ヴァイグル作曲                                 |
| 1809 | Gli Strelizzi                                                                                | ウィーン     |                                                          |
| 1813 | プロメテウス（Prometeo）                                                                     | ミラノ       |                                                          |
| 1814 | ナウムブルクのフス派（Gli Ussiti sotto a Naumburgo）                                         | ミラノ       |                                                          |
| 1815 | Numa Pompilio                                                                                | ミラノ       |                                                          |
| 1817 | ミュラ・オ・シャ、ヴィーナスの復讐（Mirra; o sia, La Vendetta di Venere）                    | ミラノ       |                                                          |
| 1817 | エジプト王プサンミ（Psammi, re d'Egitto）                                                    | ミラノ       |                                                          |
| 1818 | オテロ（Otello）                                                                             | ミラノ       | 複数の作曲家による                                       |
| 1818 | 巫女（La vestale）                                                                           | ミラノ       |                                                          |
| 1819 | 巨人族（I titani）                                                                           | ミラノ       | ヨハン・アイブリンガー（en:Johann Caspar Aiblinger）作曲 |
| 1820 | インドのアレクサンダー（Alessandro nell'Indie）                                              | ミラノ       | ヨハン・アイブリンガー作曲                               |
| 1820 | ジョヴァンナ・ダルコ（Giovanna d'Arco）                                                      | ミラノ       | ヨハン・アイブリンガー作曲                               |
| 1821 | ディド（Didone）                                                                             | ミラノ       | ヨハン・アイブリンガー作曲                               |